# Жорнокльовівська сільська рада
Жорнокльо́вівська сільська́ ра́да — адміністративно-територіальна одиниця та орган місцевого самоврядування у Драбівському районі Черкаської області. Адміністративний центр — село Жорнокльови.

## Загальні відомості
- Населення ради: 458 осіб (станом на 2001 рік)

## Населені пункти
Сільській раді були підпорядковані населені пункти:
- с. Жорнокльови

## Склад ради
Рада складалася з 12 депутатів та голови.
- Голова ради: Миколаєнко Григорій Михайлович
- Секретар ради: Буряченко Тамара Павлівна

### Керівний склад попередніх скликань
| Прізвище, ім'я, по батькові    | Основні відомості                                                         | Дата обрання | Дата звільнення |
| ------------------------------ | ------------------------------------------------------------------------- | ------------ | --------------- |
| Падалка Михайло Григорович     | Сільський голова, 1965 року народження, безпартійний                      | 26.03.2006   | 31.10.2010      |
| Миколаєнко Григорій Михайлович | Сільський голова, 1958 року народження, освіта вища, член Партії регіонів | 31.10.2010   |                 |

Примітка: таблиця складена за даними сайту Верховної Ради України

### Депутати
За результатами місцевих виборів 2010 року депутатами ради стали:

#### За суб'єктами висування
| Суб'єкт висування                                       | Кількість обраних депутатів | %  |
| ------------------------------------------------------- | --------------------------- | -- |
| Партія регіонів                                         | 6                           | 50 |
| Політична партія Всеукраїнське об'єднання «Батьківщина» | 6                           | 50 |

#### За округами
| № округу                                                | Прізвище, ім'я, по батькові   | Дата визнання обраним | Освіта  | Партійна приналежність | Відомості про обраного депутата          |
| ------------------------------------------------------- | ----------------------------- | --------------------- | ------- | ---------------------- | ---------------------------------------- |
| Партія регіонів                                         |                               |                       |         |                        |                                          |
| 1                                                       | Півтористий Олег Анатолійович | 01.11.2010            | середня | позапартійний          | Баришівська зернова компанія, охоронець  |
| 4                                                       | Черненко Валентина Миколаївна | 01.11.2010            | середня | позапартійна           | бібліотекар                              |
| 5                                                       | Костенко Тетяна Павлівна      | 01.11.2010            | середня | позапартійна           | соцпрацівник                             |
| 6                                                       | Дземішкевич Тетяна Михайлівна | 01.11.2010            | вища    | позапартійна           | БЗК, головний бухгалтер                  |
| 7                                                       | Новодран Борис Михайлович     | 01.11.2010            | середня | позапартійний          | тимчасово не працює                      |
| 8                                                       | Буряченко Тамара Павлівна     | 01.11.2010            | середня | позапартійна           | Жорнокльовівська сільська рада, секретар |
| Політична партія Всеукраїнське об'єднання «Батьківщина» |                               |                       |         |                        |                                          |
| 2                                                       | Крицька Надія Миколаївна      | 01.11.2010            | середня | позапартійна           | тимчасово не працює                      |
| 3                                                       | Перехрест Наталія Михайлівна  | 01.11.2010            | середня | позапартійна           | Жорнокльовівська школа, техпрацівник     |
| 9                                                       | Лінкін Віталій Григорович     | 01.11.2010            | середня | позапартійний          | тимчасово не працює                      |
| 10                                                      | Євтушевський Микола Іванович  | 01.11.2010            | середня | позапартійний          | викладач                                 |
| 11                                                      | Черненко Віталій Петрович     | 01.11.2010            | середня | позапартійний          | тимчасово не працює                      |
| 12                                                      | Гаркуша Лариса Анатоліївна    | 01.11.2010            | середня | позапартійна           | тимчасово не працює                      |